# Переменная типа W Девы
Переменные типа W Девы — пульсирующие переменные сферической составляющей или старой составляющей диска Галактики с периодами примерно от 0,8 до 35 дней и амплитудами от 0,3m до 1,2m. Характеризуются зависимостью период-светимость, отличающейся от аналогичной зависимости для переменных типа δ Цефея. При одинаковом периоде переменные типа W Девы на 0,7—2m слабее переменных типа δ Цефея. Кривые блеска переменных типа W Девы отличаются от кривых блеска цефеид соответствующих периодов либо амплитудой, либо наличием горбов на нисходящей ветви, перерастающих иногда в широкий плоский максимум. Встречаются в старых шаровых скоплениях и на высоких галактических широтах. Делятся на подтипы:
- CWA — переменные типа W Девы с периодами больше 8 дней (W Девы);
- CWB — переменные типа W Девы с периодами меньше 8 дней (BL Геркулеса).

По традиции переменные типов W Девы нередко также называют цефеидами, так как часто (при периодах от 3 дней до 10 дней) по виду кривой блеска бывает невозможно отличить переменные этих типов друг от друга. Однако в действительности это совершенно разные объекты, находящиеся на разных этапах эволюции. Переменные типа W Девы принадлежат ко второму поколению звёзд (популяция II), то есть это старые звёзды с низкой металличностью. Одно из существенных спектральных отличий звезд типа W Девы от цефеид состоит в том, что в спектрах первых в некотором диапазоне фаз наблюдаются эмиссии в водородных линиях, а в спектрах цефеид — в линиях Н и К Ca II. Именно недооценка этих особенностей привела к тому, что Эдвин Хаббл неверно применил формулы для классических цефеид, чтобы оценить расстояние до Туманности Андромеды, тем самым занизив его.
Прототипом этих переменных является W Девы.